# Demonax lineolatus
Demonax lineolatus är en skalbaggsart som beskrevs av Ludwig Redtenbacher 1868. Demonax lineolatus ingår i släktet Demonax och familjen långhorningar. Inga underarter finns listade i Catalogue of Life.